# منطقه تاریخی کاپیتول پارک
منطقه تاریخی کاپیتول پارک (به انگلیسی: Capitol Park Historic District) یک منطقهٔ مسکونی در ایالات متحده آمریکا است که در میشیگان واقع شده‌است.